# Луций Октавий
Луций Октавий (на латински: Lucius Octavius; † 74 пр.н.е.) e политик на късната Римска република.

## Биография
Син е на консула от Гней Октавий (консул 87 пр.н.е.) и внук на Гней Октавий (консул 128 пр.н.е.).
Луций живее в къща на Палатин в Рим, построена от прадядо му Гней Октавий (консул 165 пр.н.е.).
През 78 пр.н.е. той става претор. През 75 пр.н.е. е избран за консул заедно с Гай Аврелий Кота (консулът от 76 пр.н.е., който се казва Гней Октавий, е вероятно негов братовчед). През 74 пр.н.е. е проконсул и управител на провинция Киликия, обаче умира същата година.